# 西木工作室
西木工作室（英語：Westwood Studios，1985年－2003年）是一家遊戲開發商。1985年，布雷特·斯佩里（Brett Sperry）和路易斯·卡斯尔（Louis Castle）在美國內華達州拉斯維加斯創立了「Westwood Associates」，后于1992年公司并入維爾京互動时更名为西木工作室。1998年该工作室被美国艺电收购，2003年被關閉，大多數成員創立了另一家工作室岩石壁畫或是进入了EA洛杉矶工作室。

## 歷史

### 早期項目
公司早期的項目包括為例如Epyx和Strategic Simulations等公司包工，移植像Commodore Amiga和Atari ST的8位元遊戲到16位元系統。
來自包工的收益允許公司發展到可以設計自己的遊戲，他們第一個獨創的遊戲是《火星傳奇》（Mars Saga），一款於1988年發行的為美國藝電開發的遊戲。公司早期最成功的遊戲之一有《魔眼殺機》（Eye of the Beholder，1990年），一款為SSI開發的基於龍與地下城（Dungeons & Dragons）許可的即時角色扮演電腦遊戲。
早期西木遊戲的出版商還包括Infocom和迪士尼。迪士尼在1993年和1994年分别将《阿拉丁》和《狮子王》两款知名动画电影的游戏改编工作分给Westwood开发，成品均为面向16位家用游戏机（超级任天堂/世嘉MD）的横板卷轴平台式过关游戏。两部作品技术成熟，均达到小有名气的水平，还被盗版商未经授权的移植到已濒临淘汰的8位FC/NES平台。

### 西木工作室時期
1992年，公司更名為西木工作室，及出售予維爾京互動（Virgin Interactive）。來自這一時期西木的知名的遊戲包括《沙丘II》（Dune II）、冒險遊戲《凱蘭迪亞傳奇》（The Legend of Kyrandia）和角色扮演遊戲黑暗王座（Lands of Lore）。
然而西木最大的商業成功來自1995年即時策略遊戲《終極動員令》的發行，建立在《沙丘II》遊戲方式和介面創意的基礎上，終極動員令加入了早期的3D圖案以及真人電影，並且加入了另類流行和搖滾配樂與技術要素以及更先進的遊戲方式。終極動員令、凱蘭迪亞傳奇以及黑暗王座系列遊戲皆產生了重大的影響。
在1998年八月，西木被美商藝電以一億兩千兩百五十萬美元的價格收購入美商藝電的遊戲發行商體系，在當時，西木在電腦遊戲市場的市場佔有率約為5至6%。
之後的幾年，許多老員工逐漸因感覺到美商藝電不願維持西木的獨立性而辭職。
與西木被收購的同時，美商藝電亦建立了另一個位於加利福尼亞州歐文（Irvine）的工作室，該工作室由西木管理，並且以Westwood Pacific（EA Pacific的前身）的名稱而聞名。
該公司後來藉由自行研發或共同研製的方式，發行了《救世傳說》及《終極動員令：紅色警戒》。
其中最後一個被西木釋出的遊戲《終極動員令：叛國者》，並沒有達到玩家的期望以及預期的商業目標。
2003年3月，美商藝電將西木工作室以及其內部有意願的工作人員併入EA Los Angeles，在西木被關閉時，該公司聘請了一百人，並且發行了他們的最後一款大型多人連線角色扮演（Massive Multiplayer Online Role-Playing Game）遊戲《銀河戰將》（Earth & Beyond），該遊戲在2004年9月結束其線上服務。

## 遊戲年表
注：Westwood Studios仅参与了生化危机1PC版本的制作发行。
| 1988 | 火星傳奇                    |
| 1988 | 机甲战士：新月鹰的奠基      |
| 1989 | 泰坦宝矿                    |
| 1989 | 猛鬼街                      |
| 1990 | 机甲战士：新月鹰的复仇      |
| 1990 | 回路边缘                    |
| 1990 | 飞龙骑士                    |
| 1991 | 魔眼杀机                    |
| 1991 | 魔眼杀机2:黑月传说          |
| 1992 | 沙丘2：王朝的建立           |
| 1992 | 鹰勋章                      |
| 1992 | 龙与地下城：恒星战士        |
| 1992 | 凯兰迪亚传奇                |
| 1993 | 凯兰迪亚传奇2：命运之手     |
| 1993 | 大地传说：混沌王座          |
| 1994 | 凯兰迪亚传奇3：玛尔寇的复仇 |
| 1994 | 狮子王                      |
| 1994 | 青年梅林                    |
| 1995 | 命令与征服                  |
| 1995 | 强手大亨                    |
| 1996 | 隐秘行动                    |
| 1996 | 红色警戒                    |
| 1996 | 生化危机                    |
| 1997 | 红色警戒：反戈一击          |
| 1997 | 红色警戒：绝地逢生          |
| 1997 | 最后的幸存者                |
| 1997 | 大地传说：命运守护神        |
| 1997 | 银翼杀手                    |
| 1998 | 沙丘2000                    |
| 1999 | 泰伯利亚之日                |
| 1999 | 大地传说3                   |
| 1999 | 反击                        |
| 2000 | 泰伯利亚之日：火线风暴      |
| 2000 | 红色警戒2                   |
| 2000 | NOX；救世传说               |
| 2001 | 尤里的复仇                  |
| 2001 | 帝王：沙丘之战              |
| 2002 | 叛逆者                      |
| 2002 | 海盗：黑卡的传说            |
| 2002 | 超越地球                    |
| 2003 |                             |